# Bužim
Bužim är ett samhälle i Bosnien och Hercegovina. Det ligger i entiteten Federationen Bosnien och Hercegovina, i den nordvästra delen av landet, 230 km nordväst om huvudstaden Sarajevo. Bužim ligger 218 meter över havet och antalet invånare är 7 229.
Terrängen runt Bužim är varierad. Bužim ligger nere i en dal. Runt Bužim är det ganska tätbefolkat, med 93 invånare per kvadratkilometer.. Närmaste större samhälle är Cazin, 11,9 km sydväst om Bužim.
Trakten runt Bužim består till största delen av jordbruksmark.